# 장뜰두레놀이
장뜰두레놀이는 대한민국 충청북도 증평군 증평읍 남하리에 행해지는 농요이다. 2005년 5월 24일 증평군의 향토유적 제12호로 지정되었다.
증평군의 평야 지대에서 형성된 농촌에 거주하던 농민들이 형성한 함께 농사를 짓기 위해 형성한 공동체인 두레를 바탕으로 하고 있으며 농사와 관련된 노동요를 풍장과 더불어 구성한 것이 특징이다. 총 7개 과장으로 구성되어 있는데 고리질소리-모찌기소리-모내기소리-초듭매기소리-이듭매기소리-보리방아찧기소리-세듭매기 순으로 이어진다.